# Shuaras
Os Shuaras ou Shuar, são um povo composto de 80.000 indivíduos que vive na floresta amazônica entre o Peru e Equador.
Os Shuaras resistiram a conquista de seu território pelos Incas e Espanhóis. O primeiro contato com os povos europeus se deram por volta de 1599 que deram-lhes os nomes de Jivaros ou Xivaros, sinônimo de selvagem, após assistirem horrorizados os rituais de encolhimento de cabeças que estes nativos submetiam seus inimigos que porventura eram mortos em combates ou por eles feitos prisioneiros. Os relatos de cabeças encolhidas contribuíram para que este povo preservasse sua identidade cultural até os dias de hoje.

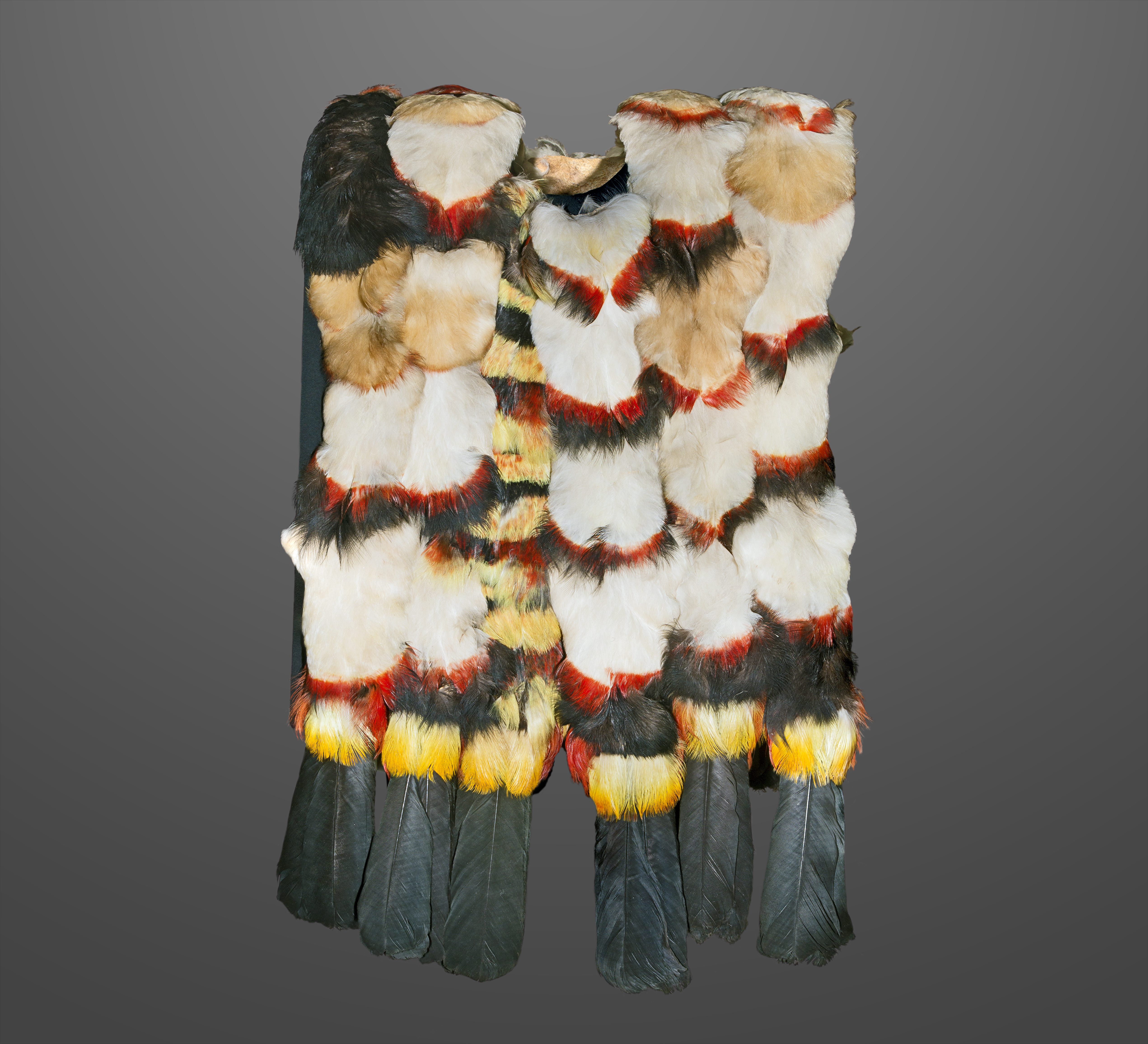
Túnica em pena tucano MHNT